# Mostra de Venise 1957
La Mostra de Venise 1957 s'est déroulée du 25 août au 8 septembre 1957.

## Jury
- René Clair (président, France), Vittorio Bonicelli (Italie), Penelope Houston (Grande-Bretagne), Arthur Knight (É.-U.), Miguel Pérez Ferrero (Espagne), Ivan Pyriev (URSS).

## Compétition
- Amère Victoire (Bitter Victory) de Nicholas Ray  États-Unis
- Le Carnaval des dieux (Something of Value) de Richard Brooks  États-Unis
- Le Château de l'araignée (Kumonosu-jō) de Akira Kurosawa  Japon
- L'Invaincu (Aparajito) de Satyajit Ray  Inde
- Malva de Vladimir Braun  Union soviétique
- Nuits blanches (Le Notti bianche) de Luchino Visconti  Italie
- Œil pour œil de André Cayatte  France
- Rendez-vous à Melbourne de René Lucot  France
- Rien que nous deux (I sogni nel cassetto) de Renato Castellani  Italie
- Los salvajes de Rafael Baledón  Mexique
- Samo ljudi de Branko Bauer  Yougoslavie
- Le Scandale Costello (The Story of Esther Costello) de David Miller  États-Unis
- Un ange est passé sur la ville (Un angelo è sceso a Brooklyn) de Ladislas Vajda  Italie  Espagne
- Une poignée de neige (A Hatful of Rain) de Fred Zinnemann  États-Unis
- La Voiture d'enfant (Ubaguruma) de Tomotaka Tasaka  Japon

## Palmarès
- Lion d'or pour le meilleur film : L'Invaincu (Aparajito) de Satyajit Ray
- Lion d'argent : Nuits blanches (Le Notti bianche) de Luchino Visconti
- Coupe Volpi pour la meilleure interprétation masculine : Anthony Franciosa pour A Hatful of Rain de Fred Zinnemann
- Coupe Volpi pour la meilleure interprétation féminine : Dzidra Ritenberga pour Malva de Vladimir Braun